# 欧家镇
欧家镇，是中华人民共和国四川省达州市大竹县下辖的一个乡镇级行政单位。

## 行政区划
欧家镇下辖以下地区：
社区、普山村、三溪村、高松村、大堰村、高硐村、梅子村、高家村和新四村。